# Havaika jamiesoni
Havaika jamiesoni là một loài nhện trong họ Salticidae. Loài này được phát hiện ở Hawaii và là loài điển hình của chi Havaika.